# العلاقات المارشالية الكيريباتية
العلاقات المارشالية الكيريباتية هي العلاقات الثنائية التي تجمع بين جزر مارشال وكيريباتي.

## مقارنة بين البلدين
هذه مقارنة عامة ومرجعية للدولتين:
| وجه المقارنة                                              | جزر مارشال                     | كيريباتي                        |
| --------------------------------------------------------- | ------------------------------ | ------------------------------- |
| المساحة (كم2)                                             | 181                            | 811                             |
| عدد السكان (نسمة)                                         | 53.13 ألف                      | 116.40 ألف                      |
| الكثافة السكانية (ن./كم²)                                 | 29.35 ألف                      | 14.35 ألف                       |
| العاصمة                                                   | ماجورو                         | جنوب تاراوا                     |
| اللغة الرسمية                                             | لغة إنجليزية، اللغة المارشالية | لغة إنجليزية، اللغة الكيريباتية |
| العملة                                                    | دولار أمريكي                   | دولار كريباتي، دولار أسترالي    |
| الناتج المحلي الإجمالي (بليون دولار)                      | 199.40 مليون                   | 196.15 مليون                    |
| الناتج المحلي الإجمالي (تعادل القوة الشرائية) بليون دولار | 207.25 مليون                   | 224.26 مليون                    |
| الناتج المحلي الإجمالي الاسمي للفرد دولار أمريكي          | 3.38 ألف                       | 1.42 ألف                        |
| الناتج المحلي الإجمالي للفرد دولار أمريكي                 | 3.80 ألف                       | 1.81 ألف                        |
| مؤشر التنمية البشرية                                      |                                | 0.590                           |
| رمز المكالمات الدولي                                      | +692                           | +686                            |
| رمز الإنترنت                                              | .mh                            | .ki                             |
| المنطقة الزمنية                                           | ت ع م+12:00                    |                                 |

## منظمات دولية مشتركة
يشترك البلدان في عضوية مجموعة من المنظمات الدولية، منها:
| علم المنظمة | اسم المنظمة                                 | تاريخ انضمام جزر مارشال | تاريخ انضمام كيريباتي |
| ----------- | ------------------------------------------- | ----------------------- | --------------------- |
|             | تحالف الدول الجزرية الصغيرة                 | ?                       | ?                     |
|             | البنك الدولي للإنشاء والتعمير               | 21 مايو 1992            | 29 سبتمبر 1986        |
|             | بنك التنمية الآسيوي                         | 1990                    | 1974                  |
|             | يونسكو                                      | 30 يونيو 1995           | 24 أكتوبر 1989        |
|             | الاتحاد الدولي للاتصالات                    | 22 فبراير 1996          | 3 نوفمبر 1986         |
|             | مؤسسة التمويل الدولية                       | 23 سبتمبر 1992          | 2 أكتوبر 1986         |
|             | مؤسسة التنمية الدولية                       | 19 يناير 1993           | 2 أكتوبر 1986         |
|             | الأمم المتحدة                               | 17 سبتمبر 1991          | 14 سبتمبر 1999        |
|             | مجموعة دول أفريقيا والكاريبي والمحيط الهادئ | ?                       | ?                     |
|             | منظمة حظر الأسلحة الكيميائية                | ?                       | ?                     |